# Felipa de Armenia
Felipa de Armenia (1183 - antes de 1219) fue la emperatriz bizantina de Nicea desde 1214 hasta 1216. 

## Princesa de Armenia
Era segunda la hija de Rubén III de Armenia e Isabel de Torón. Sus abuelos maternos fueron Hunfredo III de Torón y Estefanía de Milly. Felipa era la hermana menor de Alicia de Armenia, después esposa de Raimundo IV de Trípoli. Su padre murió en 1186, cuando Alicia tenía cuatro años de edad y Felipa únicamente tres. Rubén III fue sucedido por su hermano menor León I de Armenia que era inicialmente el "Regente y Tutor" de sus jóvenes sobrinas. Su tío, finalmente las hizo a un lado y fue sucedido por sus propios descendientes.
Según los escritos de Sempad el Condestable, el 3 de febrero de 1189/1190, Felipa fue comprometida con Schahenscah, segundo hijo de Tchordouanel, señor de Sasun y una hermana de nombre desconocido de Gregorio IV el Joven, Catolicós armenio de Cilicia. Al mismo tiempo, Alicia se comprometió con Haitón, señor de Sasun, el hermano mayor de Schahenscah. La zona de Sasun que los dos hermanos controlaban era relativamente importante para el Reino armenio de Cilicia en ese momento y León pudo haber estado tratando de asegurar su lealtad a través de esto compromisos matrimoniales.
Los matrimonios de Alicia y Felipa ocurrieron en algún punto entre sus fechas de compromiso y en mayo de 1193. En mayo de 1193, Haitón y Schahenscah fueron asesinados. Las hermanas son mencionadas por Sempad como sus viudas. Sempad también registró rumores contemporáneos de que León estaba detrás de ambos asesinatos. Dado que Alicia tenía únicamente once años de edad y Felipa diez, los matrimonios probablemente no fueron consumados.
El 31 de enero de 1198/1199, Felipa se comprometió con Oshin de Lampron, el hijo mayor de Haitón, señor de Lampron. El matrimonio nunca ocurrió pero Sempad no indica ninguna razón en especial. Oshin pudo haber sucedido a su padre en 1218. Pero en 1220, ya había muerto y el señor de Lampron fue su hermano menor Constantino.

## Emperatriz bizantina
El 24 de noviembre de 1214, Felipa se casó con Teodoro I Láscaris del Imperio de Nicea. Su matrimonio se registra en la crónica de Jorge Acropolita. Tuvieron un hijo, Constantino Láscaris, nacido en 1215 y nombrado duque de Tracesia en 1249. 
Sin embargo en 1216, Teodoro tuvo que anular el matrimonio. Felipa fue devuelta a su tío León y Constantino fue desheredado. A pesar de que fueron citados motivos religiosos se desconocen las causas exactas. Es posible que León habría intentado pasar a Felipa como una de sus propias hijas en las negociaciones matrimoniales, lo que significa que Teodoro pudo haber estado buscando asegurar los derechos de sucesión en el trono de Armenia, mientras que Felipa era solamente la sobrina del monarca y no estaba particularmente estrecha en la sucesión.
Cuando León murió en mayo de 1219, fue sucedido por su hija Zabel. Felipa no es mencionada por Sempad entre sus parientes vivos. Probablemente habría fallecido entre 1216 y principios de 1219.